# Centrino
La plateforme Centrino d'Intel est une plateforme informatique pour les ordinateurs portables lancée en mars 2003 et disparue le 7 janvier 2010.
Intel a également lancé une architecture analogue pour les PC de bureau appelée Viiv.

## Intel Centrino
| Wireless LAN            | Chipset   | Centrino      | Processeur                             | Nom de code  | Date de sortie | Procédé de fabrication | Microarchitecture  |
| Intel Wireless Products | Série 800 | Carmel        | Intel Pentium M                        | Banias       | 2003           | 130 nm                 | Intel P6           |
| Intel Wireless Products | Série 800 | Carmel        | Intel Pentium M                        | Dothan       | 2004           | 90 nm                  | Intel P6           |
| Intel Wireless Products | Série 900 | Sonoma        | Intel Pentium M                        | Dothan       | 2005           | 90 nm                  | Intel P6           |
| Intel Wireless Products | Série 900 | Napa          | Intel Core Duo/Solo                    | Yonah        | 2006           | 65 nm                  | Intel P6           |
| Intel Wireless Products | Série 900 | Napa          | Intel Core 2 Duo/Solo                  | Merom        | 2006           | 65 nm                  | Intel Core         |
| Intel Wireless Products | Série 900 | Santa Rosa    | Intel Core 2 Duo                       | Merom        | 2007           | 65 nm                  | Intel Core         |
| Intel Wireless Products | Série 900 | Santa Rosa    | Intel Core 2 Duo                       | Penryn       | 2008           | 45 nm                  | Intel Core         |
| Intel Wireless Products | Série 4   | Montevina     | Intel Core 2 Duo                       | Penryn       | 2008           | 45 nm                  | Intel Core         |
| Intel Wireless Products | Série 5   | Calpella      | Intel Core i7/i7 Extreme Edition       | Clarksfield  | 2009           | 45 nm                  | Intel Nehalem      |
| Intel Wireless Products | Série 5   | Calpella      | Intel Core i3/i5/i7                    | Arrandale    | 2010           | 32 nm                  | Intel Nehalem      |
| Intel Wireless Products | Série 6   | Huron River   | Intel Core i3/i5/i7/i7 Extreme Edition | Sandy Bridge | 2011           | 32 nm                  | Intel Sandy Bridge |
| Intel Wireless Products | Série 7   | Chief River   | Intel Core i3/i5/i7/i7 Extreme Edition | Ivy Bridge   | 2012           | 22 nm                  | Intel Sandy Bridge |
| Intel Wireless Products | Série 8   | Shark Bay     | Intel Core i3/i5/i7/i7 Extreme Edition | Haswell      | 2013           | 22 nm                  | Intel Haswell      |
| Intel Wireless Products | Série 9   | Crescent Bay  | Intel Core M/i3/i5/i7                  | Broadwell    | 2014           | 14 nm                  | Intel Haswell      |
| Intel Wireless Products | Série 100 | Sunrise Point | Intel Core M3/M5/M7/i3/i5/i7           | Skylake      | 2015           | 14 nm                  | Intel Skylake      |
| Intel Wireless Products | Série 200 | Union Point   | Intel Core M3/i3/i5/i7                 | Kaby Lake    | 2016           | 14 nm                  | Intel Skylake      |

## Liste des plateformes Centrino
Une plateforme Centrino est généralement composée de trois composants :
- un processeur spécifique pour les ordinateurs portables ;
- un chipset de carte mère de marque Intel ;
- une interface pour le réseau sans fil (Wi-Fi).

### Plate-forme Carmel (2003)

#### Carmel
La plate-forme Carmel fut lancée en mars 2003 et introduit la gamme Centrino. Elle connait un enrichissement de la gamme au printemps 2004 qui est l'occasion pour Intel de mettre en place une nouvelle nomenclature en 7xx.
Processeurs compatibles : Pentium M#Plate-forme Carmel et Liste des microprocesseurs Celeron#Banias (130 nm)

#### Carmel Refresh
La plate-forme connait un rafraîchissement avec l'arrivée des processeurs Dothan qui se distinguent surtout par leur cache L2 de 2 Mio et une gravure plus fine (90 nm).
Processeurs compatibles : Liste des microprocesseurs Intel#Plate-forme Carmel Refresh

### Plate-forme Sonoma (2005)
La plate-forme Sonoma fut lancée en janvier 2005.
Processeurs compatibles :  Pentium M#Plate-forme Sonoma

### Plate-forme Napa (2006)
Ce nouveau Centrino est sorti en janvier 2006. Napa utilise le processeur double cœur au nom de code Yonah (appellation commerciale « Centrino Duo ») ainsi qu’une version mobile du chipset Intel 945 avec processeur graphique intégré (Intel GMA 950). La plate-forme mobile promet également d’améliorer les performances de l’accès sans fil (Wi-Fi) par rapport aux versions antérieures.

#### Napa
Processeurs compatibles : Yonah

#### Napa Refresh
Les derniers ordinateurs Napa utilisent le nouveau processeur Merom avec 2 Mio de cache L2, sorti en septembre 2006.
Processeurs compatibles : Merom

### Plate-forme Santa Rosa (2007)
La plate-forme Santa Rosa a été lancée en mai 2007, au profit d’un renouvellement de la gamme Merom. Plusieurs évolutions marquent ce changement à commencer par le passage au socket P et l’adoption d’un FSB de 800 MT/s. La mémoire DDR2-667 MHz est supportée.
Le chipset i945 est remplacé par le 965 (nom de code Crestline) dont il existe deux variantes : GM965 (IGP GMA 3100) et PM965 (sans IGP). Le GM965, cadencé à 500 MHz, bénéficie de la technologie Clear Video pour la prise en charge de la HD (1080p) et gère DirectX 10. Ils sont secondés par un southbridge ICH8M. Une puce Wi-Fi compatible avec la norme 802.11n MIMO (nom de code Kedron) (Intel 4965AG, 4965AGN) et un contrôleur WLAN (Intel 3945ABG) complètent les nouveautés matérielles de la plate-forme.
Pour améliorer l’autonomie des portables, Intel a développé plusieurs technologies. Ainsi la plate-forme Santa Rosa inaugure la technologie Turbo Memory (nom de code Robson), créée par Intel et dont le principe repose sur l’ajout d’une carte mémoire flash interne utilisé pour accélérer les temps de démarrage (boot) ainsi que pour exploiter les technologies ReadyBoost et ReadyDrive de Windows Vista, chargées d’accélérer l’exécution de certaines applications. Toutefois ce système ne semble pas faire l’unanimité auprès des fabricants comme HP et Sony. Voici la liste des autres technologies :
| Technologie                          | Statut      | Caractéristique                                                                            |
| ------------------------------------ | ----------- | ------------------------------------------------------------------------------------------ |
| Intel DPST 3.0                       | Mise à jour | Gestion du rétroéclairage                                                                  |
| Intel Display Refresh Rate Switching | Nouveauté   | Gestion du rafraichissement en fonction de l’alimentation                                  |
| Dalles D2PO                          | Nouveauté   | Prise en charge des écrans D2PO                                                            |
| Intel Turbo Memory                   | Nouveauté   | Mise en mémoire cache permanente                                                           |
| Intel 7.0 Matrix Storage             | Mise à jour | Mise en veille de la communication avec les disques durs pendant les périodes d’inactivité |
| Intel ACBS                           | Nouveauté   | Mise en veille du contrôleur LAN quand aucun câble n’est branché                           |
| AC/DC Link Step                      | Nouveauté   | Modulation du débit LAN en fonction de l’alimentation                                      |

Accessoirement Intel dédie aussi cette plate-forme à destination des PC de petits formats équipés d’une carte-mère Mini-ITX. En outre le projet Blue Dolphin a pour objectif de développer des plates-formes plus petites que les portables et surtout dépourvues de ventilateur ((en)fanless). Hewlett-Packard aurait été le premier à proposer des modèles sous sa marque haut de gamme Voodoo.

#### Santa Rosa
Processeurs compatibles : Merom#Plate-forme Santa Rosa

#### Santa Rosa Refresh
L’arrivée des processeurs Penryn est l’occasion de renouveler la plate-forme (Refresh) en attendant la plate-forme Montevina. Les Penryn sont un die shrink des précédents processeurs Merom : ils sont gravés en 45 nm et apportent les premières versions des instructions SSE4 (SSE4.1 : 47 nouvelles instructions par rapport à SSE3). Cette première évolution permet de conserver une compatibilité avec les composants de la plate-forme Santa Rosa dont le chipset GM965. Cette nouvelle gamme se concentre surtout vers le haut de gamme avec l'apparition des Core 2 Extreme sur la plate-forme Centrino et l'absence de renouvellement des modèles faibles consommations (LV : Low Voltage) :
Processeurs compatibles : Penryn (microprocesseur)#Plate-forme Santa Rosa Refresh

### Plate-forme Montevina (2008): Centrino 2
Prévue officiellement pour le second semestre 2008 puis pour juin 2008 à l'occasion du Computex. La sixième plate-forme Centrino ne sera finalement pas lancée avant la mi-juillet dans une relative discrétion à la suite de problèmes d'intégration du processeur graphique et de certification des composants Wi-Fi/WiMax avec la  FCC. Cette nouvelle plate-forme supportera les processeurs Penryn et sera nommé Centrino 2 pour éviter la confusion avec les précédentes générations basées sur des processeurs gravés en 65 nm.

Une mise à jour de la plate-forme (Montevina Refresh) serait prévue pour avril 2009 dans le but de faire patienter le public jusqu'à l'arrivée de la plate-forme Calpella à base de Nehalem. Toutefois aucune évolution majeure n'est attendue.

#### Processeurs
La plate-forme Montevina bénéficie d'une évolution de la gamme Penryn qui se distingue des modèles proposés sur la plate-forme Santa Rosa Refresh par une augmentation du FSB à 1 066 MT/s contre 800 MT/s auparavant et la prise en charge de la DDR3-800/1066/1333 en plus de la DDR2-667/800.

Intel souhaite aller encore plus loin en dépassant les 2 GHz pour les barrettes mémoires via sa technologie XMP. Mais elle bute sur la décision du JEDEC qui doit en premier lieu standardiser la mémoire DDR3-1600 (PC12800). En outre l'utilisation d'une telle mémoire s'avère peu intéressante, en raison de timings élevés de la DDR3, par rapport à la DDR2.
Montevina propose les premiers processeurs quadricœurs mobile. Pour compenser le dégagement de chaleur plus important de ces processeurs, Intel avait présenté à l’IDF 2007 de Taïwan un système de compresseurs organisé en cylindre de 2 cm de diamètre sur 10 cm de long, permettant d’abaisser de 10 °C la température d’un châssis portable. Outre un TDP et une consommation électrique supérieur aux modèles double cœur, la disposition des pins sur le socket est différente ce qui impose de concevoir des plates-formes spécifiques essentiellement destinés aux portables orientés performance.

À l'opposé, le développement d'appareils ultraportables ou très fins (gamme SFF : Small Form Factor) pousse Intel à proposer en plus de sa gamme standard à Socket P des modèles à contact Micro-FCBGA de dimension plus réduite (22 x 22 mm). Bien qu'il existe des modèles Micro-FCBGA 35 x 35 mm en alternative au socket P et qu'ils soient tous deux directement soudés à la carte mère, les modèles à die compacte se distinguent par un TDP inférieur à 25 W et constituent la gamme Core 2 Solo/Duo LV et ULV. Cette miniaturisation des composants affecte aussi la carte-mère dans son ensemble dont la surface passe de 3 342 mm2 en Montevina classique à seulement 1 415 mm2 pour les modèles SFF soit une réduction de 58 %.
Processeurs compatibles : Penryn (microprocesseur)#Plate-forme Montevina

#### Chipset
Le chipset Intel Mobile 45 Express (nom de code Cantiga) est décliné en quatre versions (contre 2 pour Santa Rosa) et associé à un southbridge ICH9M. Il pourra être accompagné d’un processeur graphique intégré (IGP) GMA X4500 deux fois plus rapide que le GMA X3100. Il est compatible DirectX 10 et gèrera le Shader Model 4.0 ainsi que la technologie Clear Video d’Intel pour l’accélération matérielle des vidéos HD. Une déclinaison du GM45 (533 MHz) avec un processeur graphique plus rapide, le GM47 (647 MHz), sera aussi proposé.
| Version   | Caractéristiques                                        |
| --------- | ------------------------------------------------------- |
| GM45/GM47 | Avec IGP (respectivement 533 et 647 MHz)                |
| GL40      | IGP moins rapide pour portables d’entrée de gamme       |
| GS45      | IGP dépourvu de sortie HDMI et DisplayPort pour mini PC |
| PM45      | Dépourvu de IGP                                         |

#### Connectique
La plate-forme supporte les solutions de stockage de type NAND et pourra gérer jusqu'à 2 Gio de mémoire avec l'Intel Turbo Memory (nom de code Robson 2.0). Elle embarque un contrôleur LAN 82567LM/82567LF (nom de code Boazman) et DisplayPort. La connexion Wi-Fi s'effectue au moyen d'un adaptateur mini-PCIe, il peut être accompagné par une carte optionnelle WiMax (nom de code Dana Point). Des adaptateurs mixtes Wi-Fi/WiMax sont apparus par la suite et peuvent se substituer aux précédentes cartes. À noter enfin que la norme 802.11n n'était pas standardisée au lancement de la plate-forme.
| Version                         | Nom de code | Protocoles Wi-Fi      | Gestion du WiMax |
| ------------------------------- | ----------- | --------------------- | ---------------- |
| Adaptateur Wi-Fi                |             |                       |                  |
| Intel Ultimate N WiFi Link 5300 | Shiloh 3x3  | Wi-Fi 802.11n         | optionnel        |
| Intel WiFi Link 5100            | Shiloh 1x2  | Wi-Fi 802.11a, b et g | optionnel        |
| Adaptateur mixte Wi-Fi/WiMax    |             |                       |                  |
| Intel WiMAX/WiFi Link 5350      | Echo Peak-P | Wi-Fi 802.11n         | incluse          |
| Intel WiMAX/WiFi Link 5150      | Echo Peak-V | Wi-Fi 802.11a, b et g | incluse          |

### Plate-forme Calpella (2009)
La plate-forme Calpella utilise depuis 2009 les processeurs pour ordinateur portable de la famille Nehalem.

#### Calpella
Processeurs compatibles : Intel Core i7#Clarksfield

#### Calpella Refresh
Processeurs compatibles : Liste des microprocesseurs Intel#Arrandale

### Plate-forme Huron River
La plate-forme Huron River utilise processeurs mobiles de l'architecture Sandy Bridge début 2011.

## Logos

Logo Centrino de mars 2003 à décembre 2005.
Logo Centrino de décembre 2005 à 2007.
Logo Centrino de 2007 à 2008.
Logo Centrino de 2008 à 2009.